# Wilhelm Cohn (Politiker)
Wilhelm Julius Cohn (geboren am 15. April 1828 in Breslau, Provinz Schlesien; gestorben am 26. Februar 1891 in Charlottenburg) war ein Fabrikant, Politiker (NLP) und Mitglied des Preußischen Abgeordnetenhauses.

## Leben
Wilhelm Cohns Vater Zacharias Cohn war ein angesehener jüdischer Kaufmann in Breslau, der Bruder Ludwig Adolph Cohn wurde Professor.
Wilhelm Cohn studierte Naturwissenschaften und Mathematik in Breslau und Berlin und wurde promoviert.
Ab 1857 besaß und leitete er in Charlottenburg eine Fabrik für die Herstellung von Kunstdünger und später auch für Schwefelsäure. Er veröffentlichte auch wissenschaftliche Aufsätze in landwirtschaftlichen Zeitschriften.
Wilhelm Cohn engagierte sich politisch bei der Nationalliberalen Partei, bei der er 1867 im Vorstand saß. Er war von 1867 bis 1876 Stadtverordneter in Charlottenburg (damals eine selbstständige Stadt) und rückte als unbesoldeter Stadtrat in den Magistrat auf.
1877 wurde Cohn im Wahlkreis Teltow-Beeskow-Storkow ins Preußische Abgeordnetenhaus gewählt, aus dem er bei der nächsten Wahl 1879 wieder ausschied.

## Ehen und Nachkommen
Wilhelm Cohn war zunächst mit Meta Cohn (1840–1869) aus Danzig verheiratet und hatte vier Kinder
- Ernst Wilhelm Cohn (* 1862), Arzt
- Friedrich Theodor Cohn (1864–1936), Verleger in Berlin und Ehemann der Schriftstellerin Clara Viebig
- Käthe Hoffstädter (1865–1943), gestorben in KZ Theresienstadt
- Amalie Cohn (1866–1868)

1874 heiratete er Anna Redlich (1848–1928) aus Kalisch. Sie hatten einen Sohn, 
- Franz A. Cohn, der im Jahr 1900 seinen Nachnamen in Colmers änderte.